# Друг Дороти

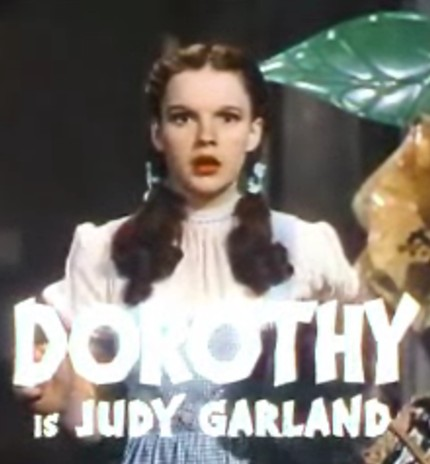
Джуди Гарленд в роли Дороти Гейл из «Волшебника страны Оз» является одним из двух вероятных истоков фразы «друг Дороти», означающей гея или представителя ЛГБТК.

В ЛГБТ-сленге выражение «Друг Дороти» (англ. Friend of Dorothy, FOD) означает гея, а в более широком смысле — любого представителя ЛГБТК. Утверждение или вопрос о том, является ли кто-то «другом Дороти», — эвфемизм, используемый для обсуждения сексуальной ориентации в присутствии людей, не знающих его значения.

## Дороти из страны Оз и Джуди Гарленд

### Дороти из страны Оз
Точное происхождение термина неизвестно. Некоторые считают, что он происходит от «Путешествия в страну Оз», продолжения первого романа «Удивительный волшебник из страны Оз». Книга знакомит читателей с Полихром, которая, встретив попутчиков Дороти, восклицает: «У тебя какие-то странные (англ. queer) друзья, Дороти», а та отвечает: «Странность (англ. queerness) не имеет значения, лишь бы они были друзьями».
В книгах есть многочисленные отсылки к ЛГБТК персонажам и отношениям, включая возможный намёк на бисексуальность — когда Дороти спрашивает Страшилу, в какую сторону идти по дороге из жёлтого кирпича, он отвечает: «Конечно, некоторые люди идут в обе стороны» — хотя неизвестно, были ли они включены намеренно.
Например, в случае, который рассматривается как изменение гендерной идентичности или трансгендерность, волшебник Оз отдал Озму, дочь бывшего короля страны Оз, ведьме Момби с Севера. Момби превратила Озму в мальчика и дала ему имя «Тип» (сокращение от Типпетариус), дабы помешать законной правительнице страны Оз взойти на трон. Таким образом, Озма провела все своё детство с Момби в образе мальчика Типа и не помнила, что когда-либо была девочкой. Позже принцесса Озма станет правительницей вымышленной страны Оз. Принцесса Озма — «одна из первых трансгендерных персонажей в литературе». Эта сюжетная линия была возрождена в сериале «Изумрудный город» 2017 года.

### Волшебник страны Оз
Чаще всего говорят, что выражение «друг Дороти» относится к кинофильму 1939 года «Волшебник страны Оз», потому что Джуди Гарленд, сыгравшая главную героиню Дороти, является гей-иконой. В фильме Дороти принимает тех, кто отличается от остальных. Например, «деликатный лев» произносит фразу: «Боюсь, отрицать невозможно, я просто лев-денди». «Волшебник страны Оз» вызвал «особый резонанс в культуре квир-сообщества». Трудности, с которыми сталкиваются Дороти, Тото и их друзья, особенно в борьбе со Злой Ведьмой Запада и её летающими обезьянами, могут метафорически отражать трудности каминг-аута. Исследователи также отмечают отсутствие гетеронормативной романтики в произведениях, и что Дороти и её друзьям «не нужно менять себя, чтобы стать теми, кем они хотят быть». Многие видят в образе Гарленд «квир-путешествие, побег из пуританской, морально жёсткой, чёрно-белой жизни маленького городка в техниколорную городскую жизнь со сказочными друзьями».
Кроме того, в фильме звучит классическая песня «(Somewhere) Over the Rainbow», которую поёт Джуди Гарленд, что, возможно, было «самым запоминающимся выступлением» в карьере Гарленд, а сама песня «способствовала эволюции радужного флага как гей-иконы». Песня «выступила в качестве культурного катализатора, способствуя окончательному принятию символа радуги мировыми ЛГБТК-сообществами». Журнал «Тайм» в своём обзоре от 18 августа 1967 года, посвящённом последнему выступлению Гарланд в нью-йоркском театре «Палас», отметил: «Непропорционально большая часть аплодирующих ей, похоже, гомосексуальна. Парни в обтягивающих брюках закатывают глаза, рвут на себе волосы и практически взлетают со своих мест, особенно когда Джуди поёт „Over the Rainbow“».

### Джуди Гарленд
Представители ЛГБТК также могли сопереживать личным трудностям Джуди Гарленд, поскольку, будучи гонимыми людьми, они отождествляли её со страданиями. Проблемы Гарланд, «пьянство и разводы, все таблетки и все мужчины, все килограммы, приходящие и уходящие», были задокументированы в СМИ. Она была одной из первых звёзд, чьё «грязное бельё» стало достоянием общественности. Она стала «архетипом триумфальной/трагической дивы, проложив путь к бурным траекториям суперзвёзд Элизабет Тейлор, Уитни Хьюстон, Эми Уайнхаус и Линдси Лохан». Биограф Джеральд Кларк считает, что она, скорее всего, страдала биполярным расстройством, «что объясняет её многочисленные попытки самоубийства и употребление алкоголя и таблеток для самолечения».
Её проблемы с психическим здоровьем, вероятно, были связаны с детской травмой, возможно, с нелеченым сложным посттравматическим стрессовым расстройством, которое часто встречается у представителей ЛГБТК. Перед лицом этих трудностей она продвигалась вперёд, «что объясняет её непреходящую популярность среди ЛГБТК-фанатов». Она также пережила «сомнения в своих силах, страдала от страха перед сценой», но при этом блистала на сцене. На сцене «она „раскрылась“, выражая через свои навыки настоящего человека, которым ей суждено быть». ЛГБТК замечают это, «восхищаясь её мужеством и стойкостью, принимая их как свои собственные». По объяснению одного психиатра: «Джуди была избита жизнью, озлоблена и в конце концов была вынуждена стать более мужественной. Она обладает той силой, которую хотели бы иметь гомосексуалисты, и они пытаются достичь её, боготворя её».
Геи, особенно старшего возраста, были её самыми большими поклонниками:
Первые ряды зрителей на её концертах можно было принять за собрание Общества Маттачине. Мероприятие Гарланд было средством знакомства с другими геями до Стоунволла
По словам Мэрилин Малара из United Press International, «в 1950-х и 1960-х годах Гарланд выступала в качестве неофициального талисмана для целого поколения геев, которые стекались на многочисленные выступления Гарланд, называя себя „друзьями Дороти“».
В сентябре 2019 года, рассказывая о возрождении интереса к Гарленд в связи с биографическим фильмом «Джуди» с Рене Зеллвегер в главной роли, Луис Стейплз проанализировал историю Гарленд, чтобы «понять, как и почему некоторые геи обращаются к знаменитым женщинам, чтобы те помогли им сориентироваться в мире». Оказавшись в голливудском кинобизнесе, тело Гарленд стало ареной борьбы из-за того, что она никогда не была достаточно сексуальной или стройной, и аналогично, представители ЛГБТК могут иметь дело с «дисморфией тела, нанесением вреда своему телу, попытками самоубийства и расстройствами пищевого поведения». Ричард Дайер утверждает, что после творческого успеха, но коммерческого провала фильма «Звезда родилась» 1954 года, «творчество и жизнь Гарленд — это история выживания и попыток человека утвердить некую форму контроля над миром, который был создан, чтобы уничтожить её».
В жизни Гарленд также было несколько геев, включая её отца Фрэнка Гумма, который «предпочитал компанию очень молодых мужчин». В отношении её второго мужа Винсента Минелли в течение многих лет в индустрии развлечений ходили предположения, что он гей или бисексуал. В биографии «Винсент Минелли: тёмный мечтатель Голливуда» утверждается, что в Нью-Йорке он жил как открытый гей до приезда в Голливуд, где город давил на него, заставляя «вернуться в шкаф». По словам биографа: «Он был открытым геем в Нью-Йорке — мы смогли задокументировать имена компаньонов и рассказы Дороти Паркер. Но когда он приехал в Голливуд, я думаю, он принял решение подавить эту часть себя или стать бисексуалом». Четвёртый муж Гарланд, Марк Херрон, был геем и состоял в длительных отношениях с коллегой-актёром Генри Брэндоном, которые лишь ненадолго прервались из-за его брака с Гарленд. Они оставались вместе до смерти Брэндона в 1990 году. Первый муж дочери Гарленд Лайзы Минелли, Питер Аллен, был замечен Херроном, когда Аллен выступал в Гонконге. Гарланд взяла группу «Братья Аллен» под свою опеку, став менеджером и агентом по бронированию билетов, и поручила им открывать её концерты в Великобритании и США. Гарланд также познакомила Аллена со своей дочерью, но у Аллена были романы с мужчинами до брака, позже он признался, что является геем.
Смерть Гарленд 22 июня 1969 года и похороны, состоявшиеся в Нью-Йорке, произошли за несколько дней до Стоунволлских бунтов, положивших начало современному движению за права ЛГБТК, хотя есть сведения, что бунты были спонтанными и не связаны с её кончиной.

## Дороти Паркер
До появления самой связанной с книгой фразы, в Нью-Йорке жила знаменитая юмористка, критик и «защитница прав человека и гражданских прав» Дороти Паркер, в кругу общения которой в 1920-х и 1930-х годах были геи. Эти две истории происхождения не исключают друг друга, обе могут быть в некоторой степени правдивы в зависимости от того, как человек узнал о фразе. Светская львица устраивала «знаменитые вечеринки на роскошных виллах», и геи использовали эту фразу для прохода.
Сухой закон в США в 1920—1933 годах, когда социальное потребление алкоголя было в целом незаконным, вынудил людей изобретать различные мероприятия для обхода запрета. Паркер приглашала геев, которые, в свою очередь, приглашали других геев на её собрания. Чтобы попасть на собрания, требовалось знать кодовую фразу. У Паркер было много геев-поклонников, она была хорошо известна своим острым умом и использованием сарказма, а также социальной активностью. Официальные запреты на службу геев в армии впервые появились в начале XX века. США ввели запрет в пересмотре Военного устава 1916 года, а Великобритания впервые запретила гомосексуализм в законах об армии и ВВС в 1955 году. Во время Второй мировой войны (1940-е годы) многие американские и британские военнослужащие начали встречаться и заводить дружеские отношения во время службы в Европе. Живя в страхе разоблачения и преследования, многие начали использовать кодовый язык, который Паркер часто использовала в своих произведениях, включая «друг Дороти». Мужчины стали использовать в разговорах и письмах такие фразы, как «simply divine», «fabulous» и «nelly», а позже и привезли их в Соединённые Штаты.
К 1960-м годам и далее общественная стигма постепенно исчезала, а после Стоунволлских бунтов 1969 года, которые положили начало современному движению за права ЛГБТК, фраза стала не так востребована.

## Военное расследование
В начале 1980-х годов Служба криминальных расследований ВМС США расследовала гомосексуализм в районе Чикаго. Агенты обнаружили, что геи иногда называли себя «друзьями Дороти». Не зная исторического значения этого термина, в NIS полагали, что в центре массивного кольца гомосексуальных военнослужащих действительно находится женщина по имени Дороти, поэтому они начали огромную и тщетную охоту за неуловимой «Дороти», надеясь найти её и убедить раскрыть имена военнослужащих-геев.

## Круизы

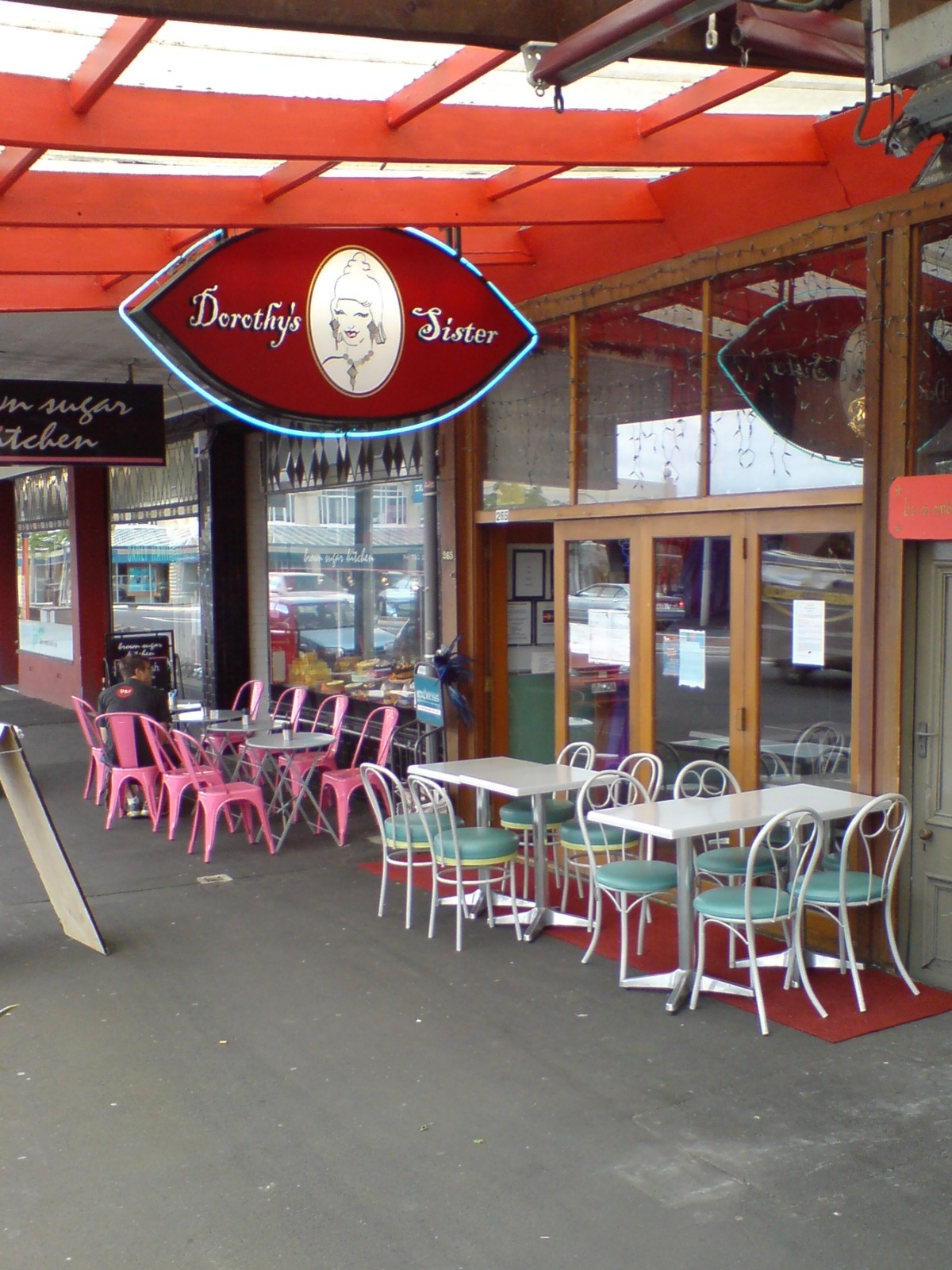
Название этого кафе, «Сестра Дороти», в Понсонби, гей-районе Окленда, является игрой слов.

С конца 1980-х годов на нескольких круизных линиях пассажиры-геи и лесбиянки начали обращаться к персоналу кораблей с просьбой публиковать собрания в ежедневном списке круизных мероприятий. Поскольку круизные линии не решались так открыто объявлять о подобных вещах в своих ежедневных публикациях, они называли собрание «Встречей друзей Дороти». Использование этой фразы, вероятно, произошло от руководителей круиза, которые также были знакомы с фразой «Друзья Билла У.» и использовали её в своих программах, чтобы сообщить членам Анонимных алкоголиков, что во время поездки будут проходить встречи группы поддержки.
С годами популярность и частота таких встреч возросли. Теперь на многих круизных линиях проводится несколько мероприятий «друзей Дороти», часто каждую ночь. Несмотря на это, на многие заседания приходит мало людей.

## Комментарии
1. ↑  За годы, прошедшие после беспорядков, смерть гей-иконы Джуди Гарленд, случившаяся в начале недели 22 июня 1969 года, была названа важным фактором беспорядков, но никто из участников субботних утренних демонстраций не помнит, чтобы имя Гарленд обсуждалось. Ни один печатный отчёт о беспорядках в надёжных источниках не называет Гарленд в качестве причины беспорядков, хотя один саркастический отчёт в одном гетеросексуальном издании предположил это[33]. Хотя Сильвия Ривьера[англ.] вспоминала, что была опечалена и поражена явкой на похороны Гарленд в пятницу, 27 июня, она сказала, что не очень хотела выходить на улицу, но потом передумала[34]. Боб Колер часто общался с бездомной молодёжью на площади Шеридан и говорил: «Когда люди говорят о том, что смерть Джуди Гарленд имеет какое-то отношение к беспорядкам, это сводит меня с ума. Беспризорники сталкивались со смертью каждый день. Им нечего было терять. И им не было никакого дела до Джуди. Мы говорим о детях, которым было четырнадцать, пятнадцать, шестнадцать лет. Джуди Гарленд была любимицей геев среднего возраста. Я расстраиваюсь из-за этого, потому что это тривиализирует все дело»[35].